# تیم ملی بسکتبال مردان کاستاریکا
تیم ملی بسکتبال کاستاریکا نماینده کاستاریکا در مسابقات بین‌المللی است.